# Pomník s bustou Stanislava Kostky Neumanna v Poděbradech
Pomník s bustou Stanislava Kostky Neumanna v Poděbradech, nazývaný také pomník s bustou Stanislava Kostky Neumanna v sadech S. K. Neumanna, je pomník v sadech S. K. Neumanna v Poděbradech.

## Historie a popis
Pomník, který vytvořili sochař Karel Lidický a architekt Vojtěch Kerhart, byl odhalen v roce 1960. Ztvarňuje bronzovou bustu českého spisovatele, novináře, politika a anarchisty Stanislava Kostky Neumanna v nadživotní velikosti. Stanislav Kostka Neumann se v Poděbradech úspěšně léčil a chtěl se zde usadit natrvalo. Busta je umístěna na osazeném podstavci/obelisku z hlazené žuly, který je složený z pravidelného kvádru a pravidelného čtyřbokého komolého jehlanu. Na podstavci je nápis „S. K. Neumann“. Poblíž díla je informační tabule vztahující se k osobě S. K. Neumanna.
Dílo je celoročně volně přístupné a nachází se na trase naučné stezky Skupice – Huslík.

## Galerie

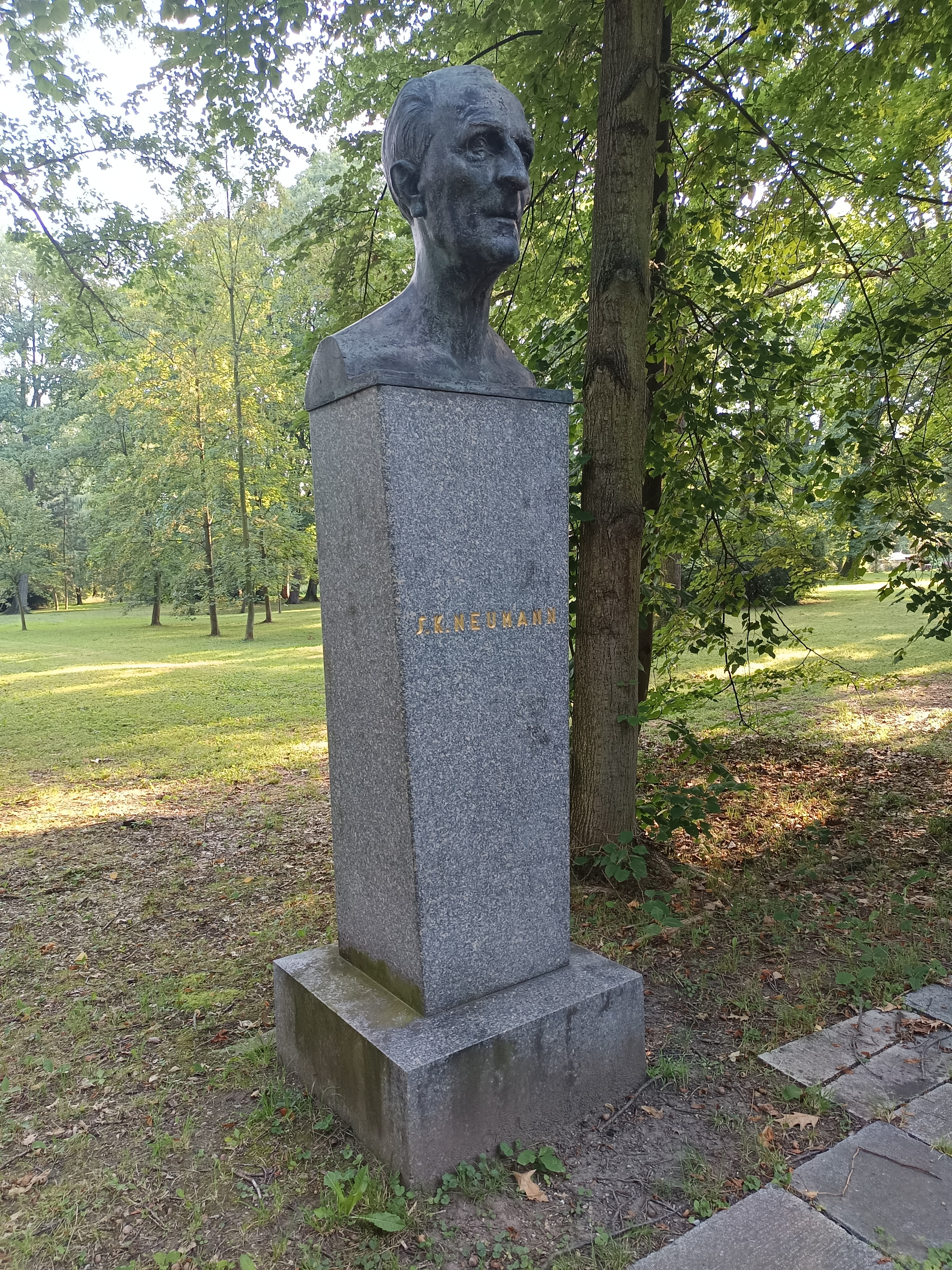
Celkový pohled na dílo
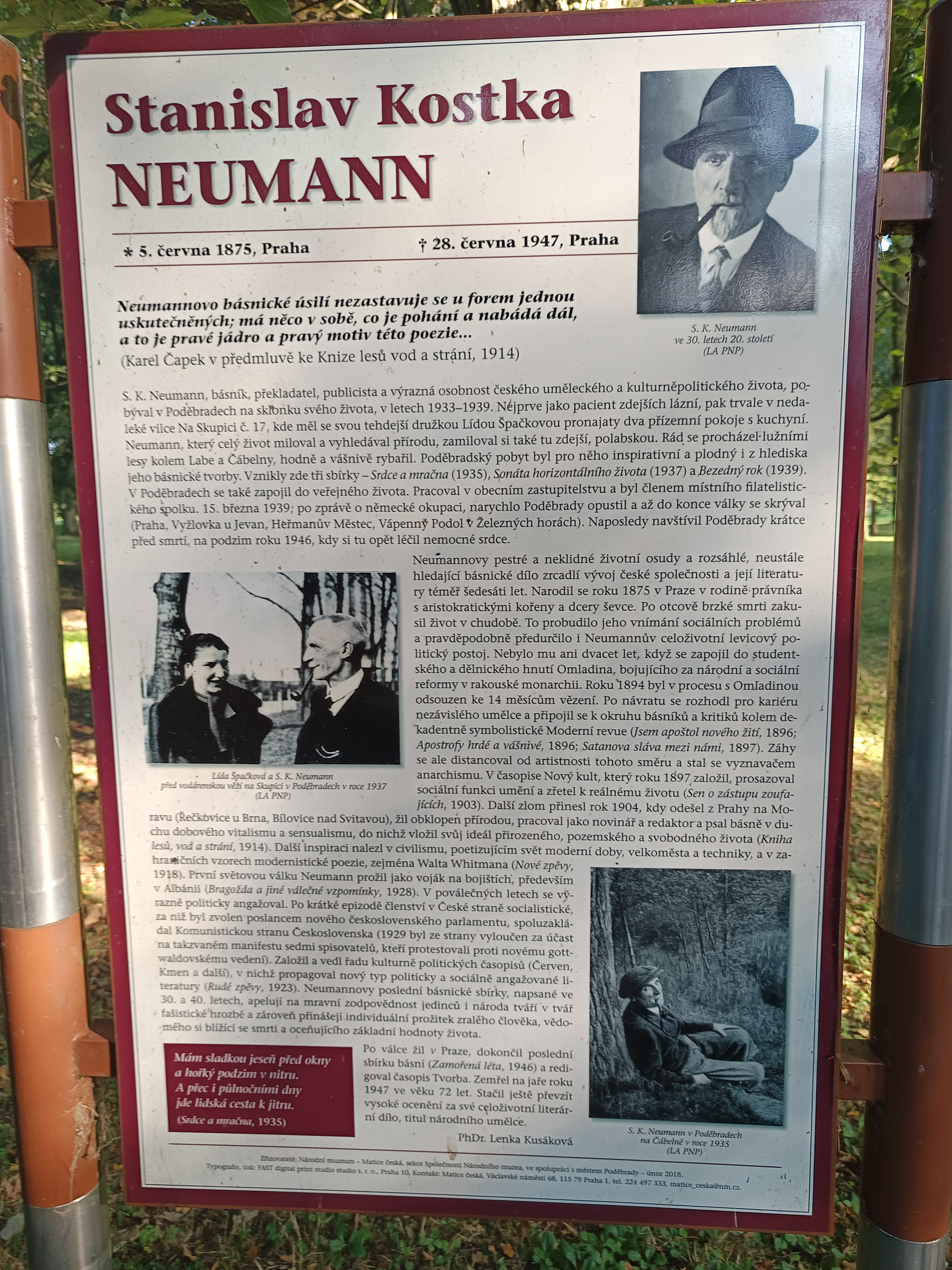
Informační panel poblíž pomníku